# Literatura de cicatriz
Literatura de cicatriz  ou literatura de feridos é um gênero da literatura chinesa, que surgiu no final da década de 1970, logo após a morte de Mao Tsé-Tung, que retrata o sofrimento de intelectuais durante as trágicas experiências da Revolução Cultural e do governo da Gangue dos Quatro.
O primeiro exemplar do gênero é a história de "Cicatriz" (1978)  de Lu Xinhua, que atacava a hipocrisia e a corrupção dos oficiais. O contro de 1977 de Liu Xinwu, "O Monitor de Classe" (班主任), também é descrito como o pioneiro da literatura de cicatriz, embora esta avaliação seja disputada.
A maioria dos autores desse gênero estavam em seus trinta ou quarenta anos à época; eles trabalhavam como escritores e editores assalariadas, e publicaram suas obras em revistas literárias patrocinadas pelo Estado. A indignação moral que expressavam em suas obras ressoava com o público, contribuindo para a sua popularidade.
O crescimento da literatura de cicatriz correspondeu com a Primavera de Pequim, um período de maior abertura na sociedade chinesa; A literatura de cicatriz tem sido descrita como um "segundo Movimento das Cem Flores". Embora a literatura de cicatriz centre-se no trauma e na opressão, e tenha sido descrito como muito negativa, o amor e a fé se mantiveram-se como seus principais temas; e seus praticantes normalmente não se opõem ao comunismo, mas mantém a fé na capacidade do Partido de retificar tragédias do passado, e "abraçam o amor como uma chave para a resolução de problemas sociais". Independentemente, embora os seus escritos tenham sido saudada como um renascimento da tradição do realismo socialista nas artes, na verdade, representavam uma ruptura com a tradição, dado que não estavam mais sujeito ao controle do partido, e não estava sob uma obrigação de servir à educação política das massas.
No entanto, a literatura de cicatriz não recebeu um passe livre da cúpula do governamental; devido às suas críticas ao Partido Comunista e ao próprio Mao, bem como por sua exposição de problemas sociais, o movimento se viu sob o ataque de conservadores desde o início de 1979. Eventos tais como o julgamento de Wei Jingsheng sinalizaram aos escritores que havia limites para a discussão dos erros do passado e do Partido, e após o julgamento da Gangue dos Quatro, o clima político voltou a se tornar mais pesado, de forma significativa. Eventualmente, o governo começou a reprimir a literatura de cicatriz como parte de uma campanha mais ampla contra o "liberalismo burguês". Deng Xiaoping forneceu um importante apoio para essa campanha de repressão, apesar de que seu retorno à política chinesa após sua desgraça política e sua vitória sobre o rival Hua Guofeng dependiam fortemente do repúdio ao Maoísmo ultra-esquerdista, inerente a literatura de cicatriz, e de sua influência sobre a opinião pública.A campanha contra a literatura de cicatriz era, ela próprio, diferente no sentido de que, ao contrário das campanhas anteriores contra o liberalismo, as críticas oficiais foram geralmente limitadas a ataques ao seu conteúdo, ao invés de denúncias de indivíduos.
Nem todas as obras de autores que viveram a Revolução Cultural podem ser classificado como literatura de cicatriz. Zhang Chengzhi, em particular, é famoso por seu idealismo em relação às suas experiências durante a Revolução Cultural; suas obras têm sido descritas como as refutações para o "negativismo da cicatriz literatura".